# Ин Юн
Ин Юн (应勇; род. в ноябре 1957, Сяньцзюй, Чжэцзян) — китайский политический и государственный деятель, Генеральный прокурор Верховной народной прокуратуры КНР с 11 марта 2023 года.
Ранее глава парткома КПК провинции Хубэй с февраля 2020 по март 2022 года, мэр Шанхая с 2017 года, прежде — председатель суда провинции Чжэцзян. Называется протеже Си Цзиньпина. Член КПК с 1979 года, член ЦК КПК 19-го созыва.

## Биография
По национальности ханец, корнями из провинции Чжэцзян.
Трудовую деятельность начал с 1976 года в той же провинции, работал в правоохранительных органах. Окончил China University of Political Science and Law и Чжэцзянский университет — со степенями по праву.
С 2003 года председатель суда провинции Чжэцзян. С 2014 года замглавы Шанхайского горкома КПК, в 2017—2020 годах мэр Шанхая. С февраля 2020 года глава парткома КПК провинции Хубэй (получил назначение на фоне вспышки коронавируса — первоначальным эпицентром которой была столица провинции, Ухань).
11 марта 2023 года на 4-м пленарном заседании 1-й сессии Всекитайского собрания народных представителей 14-го созыва избран Генеральным прокурором Верховной народной прокуратуры КНР.